# Nicomen Mountain
Nicomen Mountain är ett berg i Kanada.   Det ligger i provinsen British Columbia, i den södra delen av landet, 3 500 km väster om huvudstaden Ottawa. Toppen på Nicomen Mountain är 1 221 meter över havet.
Terrängen runt Nicomen Mountain är varierad.Runt Nicomen Mountain är det ganska tätbefolkat, med 166 invånare per kvadratkilometer.. Närmaste större samhälle är Chilliwack, 12,6 km öster om Nicomen Mountain.
I omgivningarna runt Nicomen Mountain växer i huvudsak barrskog.